# Nederlandse Rode Lijst (steenvliegen)
De Nederlandse Rode Lijst voor steenvliegen (Plecoptera) bevat van de in Nederland voorkomende maar in het voorkomen in mindere of meerdere mate bedreigde soorten.
De Rode Lijsten worden regelmatig, bijvoorbeeld eens in de tien jaar, bijgewerkt. Minister Cees Veerman van Landbouw, Natuur en Voedselkwaliteit heeft op 5 november 2004 de nieuwe Rode Lijsten voor bedreigde dier- en plantensoorten vastgesteld. Van de 2.000 soorten steenvliegen leven ongeveer 27 soorten in Nederland. Daarvan staan er 19 op deze rode lijst.
Plaatsing op de Rode Lijst betekent niet automatisch dat de soort beschermd is. Daarvoor is opname van de soort in de Flora- en faunawet nodig. De Rode Lijsten hebben daarvoor een belangrijke signaalfunctie.
Op de Rode Lijsten staan, naast de bedreigde soorten, beschermingsmaatregelen om deze soorten weer in aantal te laten toenemen. Doordat overheden en terreinbeherende organisaties bij hun beleid en beheer rekening houden met de Rode Lijsten wordt gehoopt dat van de nu bedreigde organismen er over tien jaar een aantal niet meer bedreigd zullen zijn en dus van de Rode Lijst afgevoerd kunnen worden.
Er worden op de Rode lijst acht categorieën onderscheiden:
- uitgestorven op wereldschaal
- in het wild uitgestorven op wereldschaal
- verdwenen uit Nederland
- in het wild verdwenen uit Nederland
- ernstig bedreigd
- bedreigd
- kwetsbaar
- gevoelig

## Rode Lijst steenvliegen 2004
| Nederlandse naam | Wetenschappelijke naam  | Status                  |
| ---------------- | ----------------------- | ----------------------- |
| Geen             | Nemoura cambrica        | kwetsbaar               |
| Geen             | Amphinemura sulcicollis | kwetsbaar               |
| Geen             | Euleuctra geniculata    | verdwenen uit Nederland |
| Geen             | Isogenus nubecula       | verdwenen uit Nederland |
| Geen             | Isoperla grammatica     | verdwenen uit Nederland |
| Geen             | Isoptena serricornis    | verdwenen uit Nederland |
| Geen             | Leuctra fusca           | verdwenen uit Nederland |
| Geen             | Leuctra nigra           | ernstig bedreigd        |
| Geen             | Amphinemura standfussi  | kwetsbaar               |
| Geen             | Nemoura avicularis      | kwetsbaar               |
| Geen             | Xanthoperla apicalis    | verdwenen uit Nederland |
| Geen             | Nemoura dubitans        | bedreigd                |
| Geen             | Nemoura marginata       | kwetsbaar               |
| Geen             | Nemurella pictetii      | kwetsbaar               |
| Geen             | Perlodes microcephala   | kwetsbaar               |
| Geen             | Protonemura meyeri      | gevoelig                |
| Geen             | Protonemura nitida      | verdwenen uit Nederland |
| Geen             | Taeniopteryx nebulosa   | verdwenen uit Nederland |
| Geen             | Marthamea selysii       | verdwenen uit Nederland |